# Gian Piero Bona
Gian Piero Bona (Carignano, 8 novembre 1926 – Moncalieri, 27 ottobre 2020) è stato un poeta, scrittore e traduttore italiano.
«Poeta gnostico e antimoderno, orfico e enigmatico», a proposito della sua prima silloge, il critico Giorgio Bàrberi Squarotti ha scritto: «Se si è potuto parlare di una presenza greca, per certe esperienze poetiche dell’ermetismo dell’immediato anteguerra, appare chiaro oggi come si trattasse di una rievocazione metastorica dettata da una ricerca di assoluti lirici, parallela all’accettazione di una poetica pura giunta alla sua estrema e più radicale formulazione. Non era solo una ricerca del frammento, come troppo semplicisticamente si è detto, quanto piuttosto della volontà di esemplarsi sopra una poesia senza tempo, senza compromessi con la storia, e di trovare in essa una conferma della propria poetica: anche in Bona è avvertibile, in mezzo a suggestioni più vicine nel tempo il ricordo vivissimo di un’esperienza greca; ma non si tratta più della purezza lirica dei Lirici di Quasimodo, ma di una letteratura, quella alessandrina, più compromessa con la storia e con concrete situazioni umane, pure nella sua preziosità formale».

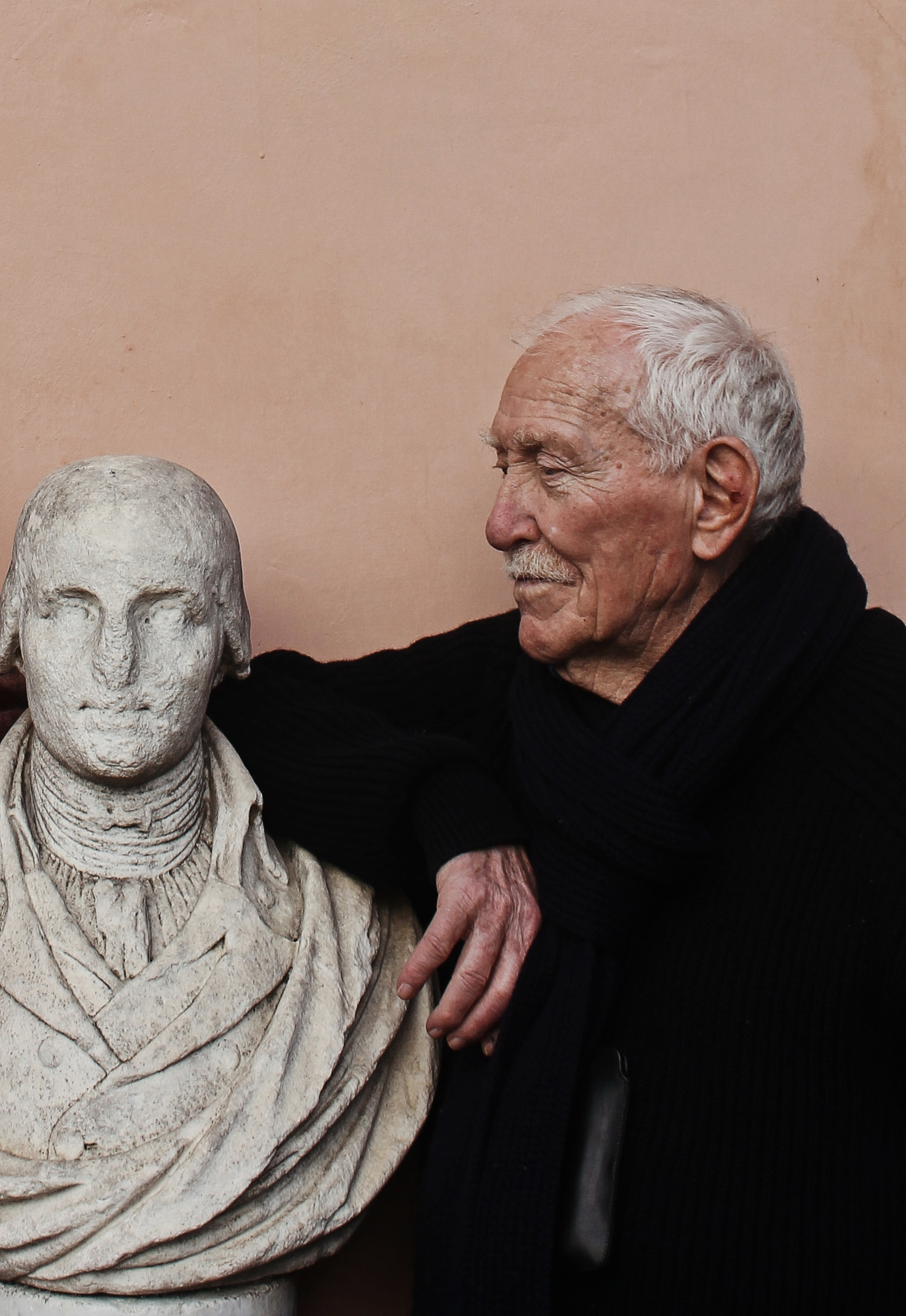
Gian Piero Bona

## Biografia
Nasce in una famiglia di industriali lanieri, terzo figlio del calciatore, imprenditore e uomo di cultura Lorenzo Valerio Bona, e di Rosetta Sertorio, proveniente da una famiglia ligure di origine nobile. Trascorre l’infanzia nel palazzo di famiglia a Carignano, dove il padre bibliofilo possiede una vastissima biblioteca. Nel 1936, al Vittoriale di Gardone, incontra Gabriele D’Annunzio, il quale gli regala, con dedica, una copia del Notturno.
Nel 1937 viene iscritto al ginnasio dell’Istituto Sociale dei Padri Gesuiti di Torino, dove avrà come compagno di banco il futuro cardinale Carlo Maria Martini. In questi anni approfondisce lo studio del pianoforte, sotto la guida dello zio Gaspare Bona, e della musica, invogliato dalla passione per l’opera lirica, in particolare wagneriana, del padre. Allo scoppio della Seconda guerra mondiale Bona viene iscritto al liceo classico, dove incontra Sergej Hutter, un giovane ragazzo ebreo che verrà nascosto nella dimora di famiglia fino alla fine del conflitto, per scongiurare una possibile cattura da parte delle SS (tale episodio verrà narrato dallo stesso Bona nel suo ultimo libro pubblicato in vita, L’amico ebreo).
Finita la guerra, dopo gli studi classici, universitari e musicali, comincia ad interessarsi alle filosofie orientali, viaggiando a lungo in Medio Oriente. Affascinato dalla mistica e dalle tradizioni esoteriche, nel 1949 sbarca in Egitto, dove legge per la prima volta Kavafis, per poi spostarsi in Iraq. Nei pressi di Baghdad avviene uno dei più significativi incontri della sua vita, reso noto dal romanzo L’apprendista del sole (Rusconi, 1989), quello con Mohamed, un Sufi mendicante incontrato sotto le rovine di Babilonia, «assorto in un riposo solenne, un assopimento dell’animo che la sua corporatura curva e robusta rassicurava come un porto di dolcezza», il quale, in poche ore, gli consegna le chiavi di un sapere millenario e illuminante. Giunto nel Libano scopre, tra le mani di un militare, la versione inglese de Il Profeta di Khalil Gibran, che per primo traduce in Italia; prosegue il suo viaggio in Siria e in Asia Minore. Torna in Italia nel 1951, per stabilirsi a Torino, dove vivrà per un decennio. In questi anni incontra Mario Soldati e Giovanni Comisso, che diventeranno suoi amici e padrini letterari.
Incontra poi, nelle campagne torinesi, Pietro Sacco, un contadino e medium con particolari capacità spirituali, destinato a diventare, insieme a Mohamed, sua guida. Alla figura di Pietro Sacco Bona dedicherà la principale sezione del suo capolavoro poetico Agli dèi (1987).
Nel 1951 esordisce come poeta e nel 1960 come narratore. Nel 1961 si trasferisce a Roma, dove per un decennio si procura da vivere come sceneggiatore. Firma così la sceneggiatura di Odissea (Rai, 1968) di Franco Rossi, di Vita di Leonardo (Rai, 1971) di Renato Castellani e dei film di Eriprando Visconti La monaca di Monza (1969) e Michele Strogoff, corriere dello zar (1970). Escono intanto altri libri di poesia e narrativa; sempre nel 1966 esordisce invece come drammaturgo con il dramma Le Tigri, rappresentato al Teatro Studio del Gianicolo con protagonisti Elsa Albani e Romolo Valli. Del 1968 è il primo incontro con il poeta Sandro Penna, di cui diverrà molto amico.
Nel 1969 lascia Roma, per trasferirsi nuovamente in Piemonte, in una villa a Moncalieri appartenuta in precedenza ai frati cistercensi. Nel 1971 muore a Buenos Aires il padre Valerio, stabilitosi in Argentina nel 1968 per svilupparvi attività industriali. Nel 1979 conosce Pier Luigi Meneghello, giovane artista e grafico vicentino con cui nasce un sodalizio umano e artistico destinato a crescere e durare per tutta la sua esistenza. Cenacolo di letterati e artisti, villa Bona verrà in questi anni visitata da scrittori come Giovanni Arpino e Eugène Ionesco.
Nel 1980 la morte di Pietro Sacco ispira a Bona il suo capolavoro poetico, Agli dèi, pubblicato in seguito da Garzanti nel 1987. Nel frattempo, il suo romanzo Passeggiata con il diavolo è finalista al Premio Strega del 1983. Autore prolifico, tra gli anni Ottanta e Novanta pubblica diversi titoli, e dedica molte energie alla traduzione integrale dell’opera di Arthur Rimbaud, pubblicata infine da Einaudi nella prestigiosa collana della Pléiade in collaborazione con Gallimard. Nel 1993 muore la madre e si intensificano gli impegni pubblici: Bona tiene in questi anni lezioni di poesia presso le Università di Zagabria, Padova e Torino.
Il nuovo millennio si apre con un viaggio intorno al mondo accompagnato dalla storica amica Marisa Bruni Tedeschi, nel 2001, che diverrà materia di scrittura negli ultimi anni del poeta. Una senilità molto prolifica, la sua, caratterizzata dalla pubblicazione di diversi titoli in poesia e in prosa, tra i quali un romanzo biografico, scritto in memoria di Alberto Bruni Tedeschi (L’industriale dodecafonico, 2003), amico di una vita per cui scrisse anche opere musicali.

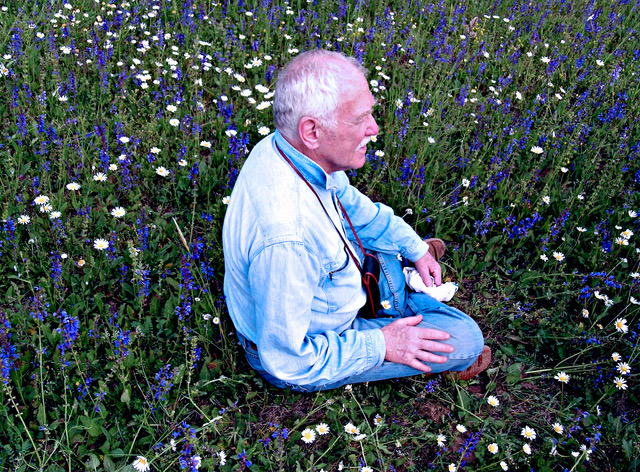
Gian Piero Bona, novantenne, nel prato della sua dimora torinese

Bona muore a Moncalieri il 27 ottobre 2020, poco prima di compiere novantaquattro anni, scrivendo sino all’ultimo e lasciando diverse opere inedite. Aveva scritto, in Gli ospiti nascosti (Einaudi): «Ah, quando correrà il mio piede/ non visto su questa vecchia terra,/ e quando primavera scioglierà la neve/ sulle mie ossa sibilline, punti/ cardinali dell’avventura nuova,/ e sventolerà orientali drappi/ da guerriero – qualcuno, sulla riva/ che ho lasciato, la mia carcassa infiori/ dove salta in un erboso alleluja/ l’insetto, nient’altro». 

## Poesia
Come poeta, Bona esordisce con I giorni delusi (1955), raccolta dominata da sentimenti inquieti e temi come la solitudine e la morte nella classe borghese. Questa prima silloge mette in luce «il ricordo di un’esperienza greca», vicina agli ideali metastorici, puri e assoluti preconizzati dall’ermetismo e incarnati dalla traduzione dei Lirici greci di Quasimodo, ma in una accezione alessandrina, «compromessa con la storia e con concrete situazioni umane, pure nella sua preziosità formale» (G. Barberi Squarotti). Il libro attirò l'attenzione di Jean Cocteau che definì Bona "un poète extraordinaire". Seguono nel tempo altre raccolte, Olimpiadi ’56 (1958), Il liuto pellegrino (1959), Eros Anteros (1962) e Alchimie della vita (1972): quattro opere poetiche uscite presso Scheiwiller che ne rappresentano bene il percorso evolutivo. Percorso che culmina, per quanto riguarda la prima fase della sua scrittura, con La vergogna (Guanda, 1978), raccolta dove Bona «ritorna alla poesia in modi piuttosto inconsueti anche per lui: l’epigramma o l’idillio rovesciato o la canzonetta, segnati dalla struttura chiusa, dal sigillo della rima, in una ricerca di densità e purezza che si avvale di accorte e spesso musicate censure, di malizie sintattiche e lessicali. È il richiamo della classicità, quale conviene alla vetusta freschezza dei temi, all’agonismo implacabile di amore e di morte. È l’amore cantato nelle varie fasi dell’esaltazione e dello sconforto, come accade a ogni amore, con un più, semmai, di provocazione e di sfida, anche linguistica. Ma il segno che adunghia più fermamente la passione d’amore è quello del malessere, dell’instabilità e consunzione, della morte appunto… Continua, diffusa e talvolta ingombrante, l’antica polemica di Bona contro la società contemporanea, contro l’engagement, riaffermando il proprio ruolo di poeta inattuale e visionario» (Lorenzo Mondo).
Negli anni Ottanta pubblica in poesia due opere, i Sonetti maestosi e sentimentali (Scheiwiller, 1983) e Agli Dei (Garzanti, 1989), dove la metrica assume il ruolo di «gabbia del nume tutelare», luogo in cui le forme poetiche del passato ristabiliscono una sacralità alle parole, divinizzandole. Nello specifico, quest’ultima raccolta si apre con un poemetto di cinquanta ottave (Stanze per la morte di Pietro Sacco) dedicato al maestro scomparso, dove la metrica prende un aspetto al contempo arcano e sperimentale. Facendo un salto alle sue opere più recenti, dominate dalla ricerca di una classicità sapienziale e dal tema della navigazione e della lontananza, significativi sono i titoli pubblicati, a partire dal nuovo Millennio, presso Aragno: L’ultimo mare (2003), Le lontananze (2012) e Il poema fatidico dell’ignoranza e della morte (2018). Dell’ultima opera poetica pubblicata in vita, vero e proprio testamento in versi, il critico Roberto Galaverni ha scritto: «La poesia di Bona non poteva che dare il suo meglio nelle raccolte più tarde, non tanto della maturità quanto della senilità. Proprio l’ultimo La volontà del vento è stato non a caso il suo libro più apprezzato per l’unità del tono e della fisionomia espressiva. Il distacco dalla cronaca, i toni testamentari, l’ironia cosmica e il riso metafisico, i motivi della solitudine, della viandanza, della navigazione, la voce fortemente scandita o sillabata dall’uomo solo in una stanza-carcere che potrebbe essere anche quella della mente, convergono tutti alla definizione di un dettato poetico grave e incisivo, d’indubbia coerenza e originalità. Come in questi versi di Melancolia, una delle sue poesie più belle: “O tu melancolia,/ ninfa gentile, che ti appoggi/ alla mia scrivania gettando/ sulla pagina il manto della sera;/ riscalda la mia vuota stanza/ ove talora si posava di nascosto/ una lucciola sulla carta bianca”».
Come traduttore di poesia Bona ha fatto conoscere in Italia Gibran e ha tradotto l'intera opera di Arthur Rimbaud, nel volume Einaudi - Pleiade 1992: per questo nel 2000 si è aggiudicato il Premio Grinzane Cavour per la traduzione. In precedenza, sempre per la traduzione delle Poesie di Arthur Rimbaud, aveva ricevuto nel 1973 il premio "Leone Traverso" Opera Prima, nell'ambito del Premio Monselice di traduzione. Si è inoltre cimentato con la traduzione poetica di molti frammenti dei lirici greci, amplificando l'effetto frammentario e evocativo (si veda il volume Le muse incollate edito da Scheiwiller nel 1999).
Nel 2013 ha vinto il Premio Dessì per la poesia.

## Prosa
Come romanziere, esordì con un romanzo, scoperto da Giovanni Comisso, che fece discutere, Il soldato nudo (1960), dove affronta il tema dell'omosessualità in ambiente militare, tematiche riprese anche nel successivo I pantaloni d'oro (1969). È anche autore teatrale (molti suoi testi teatrali sono stati rappresentati e premiati, come nel caso di Le Tigri a cui è valso, nel 1983, il Premio nazionale Pirandello) e di sceneggiature televisive. Nel 1956 aveva anche lavorato insieme a Mario Soldati, ormai prossimo a lasciare il mondo del cinema, ad un film, nelle parole di Bona, "destinato a rappresentare la totale libertà d’amore". La pellicola, girata sull'isola di Stromboli e presentata in una versione non ultimata, venne bocciata dalla censura venendo poi gettata dai suoi autori dentro il vulcano dell'omonima isola. Altri titoli importanti saranno Passeggiata con il diavolo (Finalista Premio Strega 1983) e Il silenzio delle cicale (Finalista Premio Campiello 1981), probabilmente la sua opera in prosa più importante, rievocazione dell'ambiente decadente della borghesia torinese. Titolo altrettanto significativo sarà l’ultimo romanzo pubblicato in vita dall’autore, L’amico ebreo (2016), selezionato al Premio Comisso.
Il suo archivio è conservato presso il Centro per gli studi sulla tradizione manoscritta di autori moderni e contemporanei dell’Università di Pavia.

## Opere

### Poesia
- I giorni delusi, Arnoldo Mondadori Editore, Milano 1955.
- Olimpiadi '56, Scheiwiller, Milano 1958.
- Il liuto pellegrino, Scheiwiller, Milano 1960.
- Eros Anteros, Scheiwiller, Milano 1962 (II ediz. accresciuta 1965).
- Alchimie della vita, Scheiwiller, Milano 1972.
- La vergogna, Guanda, Milano 1978.
- Rapsodia di un soldato (poemetto), Edizioni dei Dioscuri, Sora 1980.
- Sonetti maestosi e sentimentali. Con tre lettere di Jean Cocteau, Sandro Penna e Camillo Sbarbaro, Scheiwiller, Milano 1983.
- Agli dèi, Garzanti, Milano 1987.
- Gli ospiti nascosti, Einaudi 1989.
- Le muse incollate, Scheiwiller, Milano 1999.
- L'ultimo mare. Poema coraggioso e fortemente commosso, Torino, Aragno 2003.
- E-mail dagli oceani. Cabina n.° 3076, Roma, Edizioni Empiria 2004.
- Canzonette priapee, ES, Milano 2005.
- Serenate per l'angelo, Passigli, Firenze 2012.
- Le lontananze,  Aragno, Torino 2015.
- Poema fatidico dell’ignoranza e della morte, Aragno, Torino 2018.
- La volontà del vento, Mondadori, Milano 2018.
- Detriti del fiume celeste, a cura di Francesco Occhetto, Interno Poesia, Latiano 2023.

### Traduzioni di poesia
- Il Profeta, di Khalil Gibran, Guanda, Parma 1968.
- Poesie, di Arthur Rimbaud, Einaudi, Torino 1973.
- Traduzioni mediterranee, Edizioni dei Dioscuri, Sora 1988.
- I fiori del male, di Charles Baudelaire, Baldini Castoldi Dalai, Milano 2005.
- Gli amori gialli, di Tristan Corbière, Scheiwiller, Milano 2008.

### Prosa
- Il soldato nudo, Lerici, Milano 1960. II ediz. Longanesi, Milano 1972.
- Il piccolo caos (racconti), Lerici, Milano 1963.
- I pantaloni d'oro, Feltrinelli, Milano 1969.
- Le dimore inquiete (tre romanzi brevi), Rizzoli, Milano 1975.
- Il silenzio delle cicale, Garzanti, Milano 1981.
- Passeggiata con il diavolo, Garzanti, Milano 1983.
- Le tigri, Garzanti, Milano 1983.
- L'apprendista del sole, Rusconi, Milano 1989.
- La stregata, Einaudi, 1992.
- L'industriale dodecafonico. Il '900 di Alberto Bruno Tedeschi (biografia),  Marsilio Editori Venezia 2003.
- La cabriolet berlinese, Torino, Aragno 2003.
- Dialoghi sublimi, Bergamo, Moretti & Vitali 2013.
- L'amico ebreo, Milano, Ponte alle Grazie 2016.
- Socrate: bellezza, amore, amicizia, morte nei dialoghi di Platone, Bergamo, Moretti & Vitali 2019.

### Esoterismo
- Magia sperimentale. Manuale pratico, Edizioni Mediterranee, Roma 1977.
- Il libro delle divinazioni, Vallardi, Milano 1984.

### Sceneggiature televisive
- La monaca di Monza, film 1965
- Michele Strogoff, film 1966
- Odissea, Rai-Tv 1966
- Leonardo, Rai-Tv 1967

## Riconoscimenti
- 1981 – Premio Pirandello